# Cyrtopodion mintoni
Cyrtopodion mintoni är en ödleart som beskrevs av  Golubev och SZCZERBAK 1981. Cyrtopodion mintoni ingår i släktet Cyrtopodion och familjen geckoödlor. Inga underarter finns listade i Catalogue of Life.